# Isaac Clauss
Isaac Clauss (auch unter dem Pseudonym Clajus von der Ill; geboren 1613 in Straßburg; gestorben 1662 oder 1663 in Heidelberg) war ein Straßburger Übersetzer.

## Leben und Werk
Clauss war der Sohn des aus dem französischen Lothringen stammenden Straßburger Großkaufmanns Isaac Clauss. Nach dem Besuch des Straßburger Gymnasiums arbeitete er in der Firma des Vaters und heiratete 1636 die Juwelierstochter Margaretha Barbet. Er war ein führendes Mitglied der kleinen reformierten Gemeinde in Straßburg. 1655 übersiedelte er nach Heidelberg und übernahm die Verwaltung des dortigen Kurspitals. Clauss unterhielt einen Briefwechsel mit dem reformierten Theologen Johann Heinrich Hottinger und war mit dem Satiriker Johann Michael Moscherosch befreundet.
Literarisch bedeutend ist er durch die Übersetzung einiger Theaterstücke, die er in Teutscher Schau-Bühnen Erster Teyl (1655) publizierte. Insbesondere seine kräftige Prosaübertragung von Pierre Corneilles Le Cid beherrschte bis zur Mitte des 18. Jahrhunderts die deutsche Wanderbühne. Die beiden anderen hier enthaltenen Stücke sind La suite et le mariage du Cid von Urbain Chevreau von 1637 („Der Chimena Trawer-Jahr“) und L'ombre du Comte de Gormas et la mort du Cid von Timothée de Chillac von 1639 („Der Geist deß Graffen von Gormas, oder der Todt des Cids“).
Außerdem übersetzte er François Hédelin d’Aubignacs Satire Le Royaume de la Coqueterie („Beschreibung des New-entdeckten Schnäblerlandes“), eine dem Grafen Friedrich Casimir von Hanau-Münzenberg gewidmete scharfe Satire auf das höfische A-la-mode-Wesen, und Georges de Scudérys politischen Traktat Discours politiques des rois („Entdeckte Grufft Politischer Geheimnüssen“). Die den bei Scudéry abgedruckten Reden europäischer Herrscher beigegebenen Kommentare geben einen Einblick in Clauss’ politisches Denken.

## Übersetzungen
- Teutscher Schau-Bühnen Erster Teyl, auff welcher in dreyen sinnreichen Schau-Spielen die wunderbahre Würckung keuscher Liebe und der Ehren vorgestellt wird […] Anfänglich Frantzösich [sic] beschrieben, Und jetzt ins Teutsche übergesetzet. Straßburg 1655. Nachdruck: Hrsgg. und eingeleitet von Robert J. Alexander. Lang, Bern u. a. 1986, ISBN 3-261-03601-X.
- François Hédelin: Le Royaume de la Coquetterie, Oder Beschreibung des Neuentdeckten Schnäblerlandes, in welchem der heutigen Jugendlauf sinnreich abgebildet wird, Anfänglich In Frantzösischer Spraach beschrieben auff begehren ins Teutsche übersetzt. Heidelberg 1659 (unter dem Pseudonym Clayus von der Ill).
- Georges de Scudéry: Entdeckte Grufft politischer Geheimnüssen, oder, Sinreiche Reden hoher Potentaten : in welchen die Grundt-Ursachen eingezeiget werden .̤ mit angehenckten Bedencken über jede Rede. Wyngarden, Heidelberg 1664, Digitalisat.